# Авданкасы
Авданкасы́ (чув. Автанкасси) — деревня в Моргаушском районе Чувашской Республики. Входит в состав Шатьмапосинского сельского поселения.

## География
До города Чебоксары от деревни 43 км, до районного центра, села Моргауши, — 20 км, до железнодорожной станции — 28 км. Вдоль деревни проходит автодорога регионального значения 97К-005 «Авданкасы — Моргауши — Козьмодемьянск».

## История
В архивных документах XVIII века название деревни не встречается. В XIX в. — околоток деревни Басаевой (ныне деревня Шор-Босай Аликовского района). В справочнике населенных мест (1859) записано: «Авданкасы, при овраге Авдан, 35 дворов». 
Жители — чуваши, до 1866 года государственные крестьяне; занимались земледелием, животноводством, промыслами: производством жестяных изделий, колёс, валяной обуви. В 1928 образован колхоз «Авдан».

### Административно-территориальное подчинение
Деревня в составе: Тинсаринской, Чувашско-Сорминской волостей Ядринского уезда с XIX века по 1927 год (в 1897 году — Второе Басаевское общество, Ядринский уезд, Сорминская волость).
Аликовского района в 1927—1935, 1959—1962 годах, 
Ишлейского района в 1935—1944 годах, 
Моргаушского района в 1944—1959 годах, с 1964 года, 
Чебоксарского района в 1962—1964 годах. 
Сельсоветы: Торхановский (с 1 октября 1927 года), Тиушский (с 1 октября 1928 года), Шатьмапосинский с 14 июня 1954 года.

## Название
Название деревни от чув. «автан» — петух и «касы» — «улица», околоток». По местным преданиям, оно связано с топонимом Автан ҫырми «Петушиный овраг». 

### Прежние названия
Анаткасси (1927), Авдан-Касы (1897), 

## Население
| 2010 | 2012 |
| ---- | ---- |
| 132  | ↗180 |

В 1924 году в деревне было 68 дворов, 285 человек. На 1 января 2002 года насчитывалось 50 дворов, 157 человек.

Число дворов и жителей: в 1858 — 98 мужчин, 104 женщины; 1897 — 215 человек; 1906 — 55 дворов, 113 мужчин, 102 женщины; 1926 — 128 мужчин, 150 женщин; 1939 — 121 мужчина, 137 женщин; 1979 — 83 мужчины, 87 женщин; 1999 — 49 дворов, 178 человек; 2002 — 50 дворов, 153 человека: 78 мужчин, 75 женщин; 2010 — 43 частных домохозяйства, 132 человека: 65 мужчин, 67 женщин. По данным Всероссийской переписи населения 2002 года 100% жителей деревни составляли чуваши. Проживают чуваши, русские, татары (2010). 

## Экономика и инфраструктура
В деревне 5 улиц: Николаева, Набережная, Комсомольская, Пионерская, СНТ Полесье. Функционирует ОАО «Агрофирма им. Мичурина» (2010). Имеется магазин.